# Petra Reski

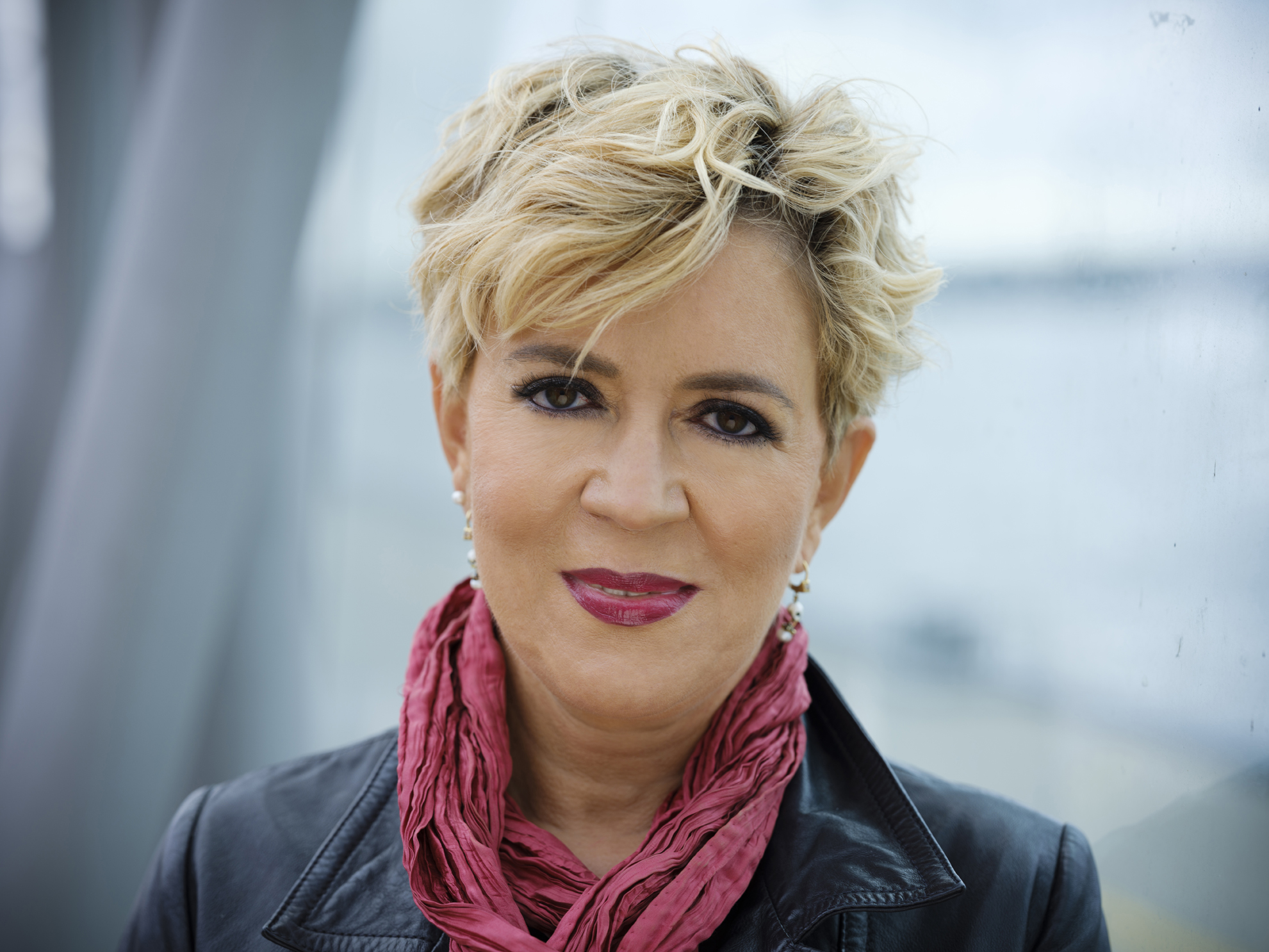
Petra Reski (2017)

Petra Reski (* 1958 in Unna) ist eine deutsche Journalistin und Schriftstellerin. Sie publiziert insbesondere zur italienischen Mafia in Deutschland und zu den Auswirkungen des intensiven Tourismus auf die Lagune von Venedig.

## Leben
Petra Reskis Vater stammte aus Reußen im Ermland und ihre Mutter aus der Gegend von Breslau in Schlesien. Sie wuchs in der Stadt Kamen im Ruhrgebiet auf. Nach ihrem Studium der Romanistik und Sozialwissenschaften in Trier, Münster und Paris besuchte sie die Henri-Nannen-Schule, zu ihrem Lehrgang gehörten die Journalistin Ulrike Herrmann und der spätere Regierungssprecher Stefan Kornelius. 1988 begann sie als Redakteurin im Auslandsressort des stern. Seit 1991 lebt Reski in Venedig. Dort arbeitete sie für deutschsprachige Magazine und verfasste mehrere Bücher. Für ihre literarischen und journalistischen Arbeiten erhielt sie mehrere Preise und Nominierungen.
Unter Berufung auf ihre Familiengeschichte unterstützte sie die Initiative Zentrum gegen Vertreibungen. In ihrem autobiographischen Buch "All Italiana!" Wie ich versuchte, Italienerin zu werden (2024) betont sie ihre Sympathie für die Partei Movimento 5 Stelle und deren Gründer Beppe Grillo.
Petra Reski ist Mitglied beim Berufsverband Freischreiber e. V. und beim PEN-Zentrum Deutschland.

### Engagement für Venedig
Reski engagiert sich für nachhaltigen Tourismus in Venedig. Bei den Bürgermeisterwahlen 2020 kandidierte sie für die ökologisch orientierte Bürgerliste Terra e Acqua. Reski bedauert, dass selbst nach der Pandemie an einer touristischen Monokultur festgehalten werde. Venedigs Naturschutz scheitert in ihren Augen vor allem an den divergierenden Interessen des Festlands. Die Venezianer versuchten daher zuletzt 2019 per Referendum, die Autonomie zu erreichen. Sie beantragten bei der Europäischen Union den Spezialstatus, der Venedig aufgrund der Insellage zustünde.
Für Reski ist die Hochwasserkatastrophe 2019 nicht allein Folge des mit dem Klimawandel verbundenen Anstiegs des Meeresspiegels. Sie führt die Zerstörung der Lagune vor allem auf das Ausbaggern der Kanäle für Kreuzfahrtschiffe und Öltanker zurück. Venedig sei nicht Opfer einer Naturkatastrophe, sondern der Gier. Der Bau der erst 2021 in Betrieb genommenen und in einen Korruptionsskandal verwickelten Hochwasserschleuse Modulo Sperimentale Elettromeccanico (kurz MO.S.E.), drohte der venezianischen Lagune und Venedig den Todesstoß zu versetzen.
Reski kritisiert die Kreuzfahrtindustrie in Venedig und bezeichnet die offizielle Verbannung der Kreuzfahrtschiffe aus Venedig als Fake News: Die Kreuzfahrtschiffe führen weiterhin ein, sie nähmen lediglich einen anderen Weg.
In ihrem Buch Als ich einmal in den Canal Grande fiel beschreibt Reski das Leben in Venedig aus sehr persönlicher Sicht. Die taz attestierte ihr dafür „Witz, Leidenschaft und Kampfeslust“. Die FAZ lobte ihre Selbstironie und ihren Humor und wünschte dem Buch viele Leser. Im Mai 2022 erschien es bei Zolfo Editore in italienischer Übersetzung unter dem Titel Venezia, atto finale.

## Arbeiten zur Mafia
1989 schrieb Petra Reski zum ersten Mal über die Mafia und hat über dieses Thema mehrere Romane und Sachbücher veröffentlicht. Einer größeren Öffentlichkeit wurde sie 2008 durch ihr Antimafia-Buch Mafia. Von Paten, Pizzerien und falschen Priestern, das besonderes Medienecho erhielt, bekannt. Der italienische Gastronom Spartaco Pitanti erwirkte beim Landgericht München eine einstweilige Verfügung gegen die darin enthaltene Behauptung, dass er Geldwäsche betreibe. Daraufhin wurde das Buch an den betreffenden Stellen geschwärzt. Zwei weitere 2008 noch anhängige Klagen wurden zugunsten der Kläger Spartaco Pitanti und Antonio Pelle, Duisburger Hotelier, entschieden. Gegenstand des Pelle-Verfahrens war eine Passage in dem Buch, der zufolge sich der international gesuchte Clanführer Antonio Romeo eine Zeit lang in dem Hotel versteckt gehalten hatte. Auch diese Buchstellen, belegt durch Ermittlungsakten deutscher und italienischer Staatsanwälte und BKA-Akten, mussten später geschwärzt werden.
2008 kam es bei einer Lesung in Erfurt, einem bekannten Zentrum für Geldwäsche der ’Ndrangheta, zu Drohungen gegenüber der Autorin. Auch im Gerichtssaal wurde sie mehrfach öffentlich bedroht. Reski äußerte, sie sehe darin ein Indiz dafür, wie sicher sich die Mafia in Deutschland fühle.
In einem Spiegel-Interview machte sie im Dezember 2008 erstmals bekannt, dass die Mafia neben den bisher bekannten deutschen Großstädten auch an der deutschen Ostseeküste Immobilien, Geschäfte und Restaurants aufgekauft hat und/oder damit Geldwäsche betreibt. Die Mafia investiere wegen der liberaleren Gesetze und der eingeschränkten Abhörpraxis, die ihnen bislang einen großen Schutz vor Nachforschungen biete, bevorzugt in Deutschland. Wie schon lange in Italien, so würden auch in Deutschland kommunale Beamte gekauft oder bestochen.
In einer Zeit-Reportage im Januar 2010 berichtete sie von ihren italienischen Kollegen, die über die Mafia schreiben und damit ihre berufliche Existenz und ihr Leben riskieren.
2010 erschien ihr Buch Von Kamen nach Corleone. Darin enthüllte sie, wie gut sich die Mafia seit 40 Jahren in Deutschland eingerichtet hat und wie die Politik diese Tatsache ignoriert. Sie stellte die Verstrickungen der Mafia auch im Ruhrgebiet dar, wo bei den Mafiamorden 2007 in Duisburg sechs Menschen erschossen wurden, und thematisierte auch Berlusconis zwielichtige Verhandlungen mit Mafia-Bossen, weshalb Marcello Dell’Utri, Berlusconis wegen Unterstützung der Mafia rechtskräftig verurteilter Vertrauter, Reski ebenfalls androhte, sie zu verklagen.

### Juristische Auseinandersetzungen
2017 verlor Reski einen Zivilprozess gegen einen in Erfurt ansässigen italienischen Gastronomen. Dieser sah in einem Artikel, den Reski für die Wochenzeitung Der Freitag geschrieben hatte, seine Persönlichkeitsrechte verletzt. Reski hatte darin ein früheres Urteil des Landgerichts Leipzig zugunsten dieses Gastronomen in Auseinandersetzung mit dem MDR zitiert. Obwohl das Gericht die Klage gegen Reski zunächst für unzulässig hielt, weil fraglich sei, ob es sich nicht eher um Gerichtsberichterstattung als um Verdachtsberichterstattung handele, gab es der Klage schließlich doch statt: Petra Reski wurde auf Unterlassung der Verbreitung verurteilt. Nach dem Gerichtsentscheid warf sie dem Freitag-Verleger Jakob Augstein vor, ihr in dem Verfahren keine juristische Unterstützung gewährt zu haben. Augstein warf ihr im Gegenzug mangelhafte Recherche vor, Reski verklagte ihn dafür. Um die Anwalts- und Gerichtskosten aufzubringen, rief Reski eine Crowdfundingkampagne ins Leben, da ihr Fall ein Präzedenzfall für Pressefreiheit sei. Das deutsche Recht mache es der Mafia sehr leicht, Journalisten zu verklagen.
Ende 2017 unterlag Reski in dem Verfahren gegen Augstein teilweise und legte gegen dieses Urteil Berufung ein.
Um weiteren gerichtlichen Auseinandersetzungen zu entgehen, ging Reski dazu über, in Romanform über die Mafia zu schreiben. 2014 erschien der erste Band ihrer Krimi-Reihe, in dem die mutige Staatsanwältin Serena Vitale die Hauptrolle spielt: Palermo Connection. 2015 folgte Die Gesichter der Toten, 2017 Bei aller Liebe.
In Italien stoßen die gerichtlichen Auseinandersetzungen um Reskis Mafia-Recherchen wiederholt auf großes Medienecho: Kläger, die in Kalabrien als Mafia-nah bekannt seien, würden in Deutschland als „erfolgreiche italienische Unternehmer“ geschätzt.

### Thesen zur Mafia
In einem Zeitungsartikel im Dezember 2008 listete Reski die „acht größten Irrtümer der Deutschen“ über die Mafia auf. Sie bezeichnete es als schwerwiegenden Mangel, dass es in Deutschland noch keinen Straftatbestand der „Mafiazugehörigkeit“ wie in Italien gebe. Nur wenn es den Ermittlern gelingt, einem Mafioso oder mehreren Mafiosi die Vorbereitung einer konkreten Straftat nachzuweisen, können die Strafverfolgungsbehörden aktiv werden. Die Geldwäsche spiele beim Immobilienhandel eine besondere Rolle und werde immer noch nicht ernst genommen. Dies gelte vor allem für die (damals geltenden) Gesetze gegen Geldwäsche, wie sie später verdeutlichte.
Ein immer noch weithin gepflegtes Bild der Mafia als ein Problem rückständiger, süditalienischer Dörfer fand ihre Kritik: „Weil die Mafia ihre Existenz nicht mehr bestreiten kann, versucht sie sich zur Folklore zu verklären: eine Geheimgesellschaft, die in ihren Verstecken singt und tanzt.“ Damit spielte Reski auch auf die CD-Serie La Musica della Mafia von Mimmo Siclari an. Reski machte in Zeitungsartikeln und in ihrem 2018 erschienenen Buch Mafia. 100 Seiten wiederholt darauf aufmerksam, wie sehr gerade Deutschland zum Spielfeld der italienischen Mafia geworden sei.

## Werke (Auswahl)
- Dabei sein ist alles, in: Mare, Nummer 171, August 2025, S. 46–51
- All'italiana! Wie ich versuchte, Italienerin zu werden. Droemer Knaur, München 2024, ISBN 978-3426447680.
- Als ich einmal in den Canal Grande fiel. Vom Leben in Venedig. Droemer Verlag, München 2021, ISBN 978-3-426-27846-8.
- mit Sven Fennema (Fotograf): Melancholia. Zauber vergessener Welten. Frederking & Thaler, München 2019, ISBN 978-3-95416-263-5.
- Mafia. 100 Seiten. Reclam Verlag, Ditzingen 2018, ISBN 978-3-15-020525-9.
- Bei aller Liebe. Roman. Hoffmann und Campe, Hamburg 2017. ISBN 978-3-455-00158-7.
- Die Gesichter der Toten – Serena Vitales zweiter Fall. Hoffmann und Campe, Hamburg 2015, ISBN 978-3-455-40472-2 (Roman).
- Palermo Connection – Serena Vitale ermittelt. Hoffmann und Campe, Hamburg 2014, ISBN 978-3-455-40471-5 (Roman).
- Von Kamen nach Corleone. Die Mafia in Deutschland. Hoffmann und Campe, Hamburg 2010, ISBN 978-3-455-50163-6.
- Mafia. Von Paten, Pizzerien und falschen Priestern. Droemer Knaur, München 2008, ISBN 978-3-426-27466-8.
  - Santa mafia : da Palermo a Duisburg: sangue, affari, politica e devozione. Vorwort Vincenzo Macrì. Übersetzung Valentina Tortelli. Modena : Nuovi mondi, 2009 ISBN 978-88-89091-65-4
- mit Anna von Münchhausen, Stefanie Sonnentag, Dieter Richter, Ulrich Schuch: Einmal Capri – Immer Capri. Caprigeschichten von heute. Azur, Überlingen 2008, ISBN 978-3-934634-41-1.
- Der Italiener an meiner Seite. Droemer Knaur, München 2007, ISBN 978-3-426-77980-4 (Autobiografie).
- mit Johannes Thiele: Alles über Venedig. Thiele & Brandstätter Verlag, Wien 2007, ISBN 978-3-85179-005-4.
- Meine Mutter und ich. Ullstein Taschenbuch Verlag, München 2004, ISBN 978-3-548-60490-9.
- Venedig. Baustelle Kunst. In: du, Zürich 2003, ISBN 978-3-908515-72-2.
- Ein Land so weit. Ostpreußische Erinnerungen. Ullstein Taschenbuch Verlag, München 2002, ISBN 978-3-548-60154-0.
- Palazzo Dario. Roman, List Verlag, München 1999, ISBN 3-471-78562-0.
- Kein Tiger weit und breit. 32 neue Schmähreden an den Mann. Bastei Lübbe, Köln 1998, ISBN 978-3-7857-0926-9.
- Missfits lesen. Eine Prinzessin zahlt nie selbst. Bastei Lübbe, Bergisch Gladbach 1997, ISBN 3-7857-1022-4.
- Eine Prinzessin zahlt nie selbst. 32 Schmähreden an den Mann. Bastei Lübbe, Köln 1995, ISBN 978-3-7857-0811-8.
- Rita Atria. Eine Frau gegen die Mafia. Hoffmann und Campe, Hamburg 1994, ISBN 3-455-08596-2.

## Auszeichnungen (Auszug)
- 2010: Emma-Journalistinnen-Preis[49]
- 2008: Auszeichnung als „Reporterin des Jahres“ vom Medium Magazin
- weitere Auszeichnungen und Nominierungen[50]
- 2018 Frauenbrücke-Preis für die innere Einheit Deutschlands[51]
- 2021 Ricarda-Huch-Preis[52]

## Filme
- Eine Deutsche gegen die Mafia – Wie die Journalistin Petra Reski gegen den Mythos kämpft. Fernseh-Reportage, Deutschland, 2010, 6:42 Min., Regie: Stefanie Appel, Produktion: hr, Redaktion: ttt – titel, thesen, temperamente, 19. September 2010, Filmtext (Memento vom 5. August 2011 im Internet Archive), Film auf Youtube.
- Racconti di vita – Petra Reski. Gespräch, Italien, 2009, 9:08 Min., Produktion: Rai Tre, Erstsendung: 18. Januar 2009, online-Video, (italienisch).
- Petra Reski: Mafia. Fernseh-Reportage, Deutschland, 2008, 6:42 Min., Produktion: ZDF, Redaktion: aspekte, Erstsendung: 12. September 2008.
- Literatur live. Donna Leon und Petra Reski. Lesung im Kino Babylon und Interview, Deutschland, 2008, 6 Min., Produktion: Droemer Knaur, online-Video.
- Von Kamen nach Corleone. Dokumentation, Deutschland, 2011, 45 Min., Buch und Regie: Mathias Werth und Julia Krittian, Produktion: WDR, Reihe: die story, Erstsendung: 14. Februar 2011, Inhaltsangabe vom WDR, online-Video.